# 莫尔纳里
莫尔纳里，是匈牙利佐洛州所辖的一个村，总面积12.86平方公里，总人口706，人口密度54.9人/平方公里（2010年1月1日）。